# Gli infallibili
Gli infallibili (Les infaillibles) è un film del 2024 diretto da Frédéric Forestier.

## Trama
Quando una banda di rapinatori umilia la polizia, il prefetto vuole due uomini a comando: Hugo e Alia, che più diversi non possono essere.

## Distribuzione
Il film è stato distribuito sulla piattaforma Amazon Prime Video il 20 giugno 2024.